# Епархия Виджаяпурама
Епархия Виджаяпурама (лат. Dioecesis Viiayapuramensis) — епархия Римско-Католической церкви c центром в городе Коттаям, Индия. Епархия Виджаяпурама входит в митрополию Вераполи. Кафедральным собором епархии Виджаяпурама является церковь Непорочного Зачатия Пресвятой Девы Марии.

## История
14 июля 1930 года Римский папа Пий XI выпустил буллу Ad Christi nomen, которой учредил епархию Виджаяпурама, выделив её из архиепархии Вераполи.

## Ординарии епархии
- епископ Juan Vicente Arana Idígoras (24.03.1931 — 14.06.1946);
- епископ Marcellino Aramburu y Arandía (13.05.1948 — 1949);
- епископ John Ambrose Abasolo y Lecue (25.12.1949 — 16.01.1971);
- епископ Корнелий Эланджикал (16.01.1971 — 26.01.1987) — назначен архиепископом Вераполи;
- епископ Peter Thuruthikonam (5.05.1988 — 8.05.2006);
- епископ Sebastian Thekethecheril (8.05.2006 — по настоящее время).

## Источник
- Annuario Pontificio, Ватикан, 2007
- Булла Ad Christi nomen, AAS 24 (1932), стр. 67  (лат.)